# Fontaines-sur-Saône
Fontaines-sur-Saône är en kommun i departementet Rhône i regionen Auvergne-Rhône-Alpes i östra Frankrike. Kommunen ligger i kantonen Neuville-sur-Saône som tillhör arrondissementet Lyon. År 2022 hade Fontaines-sur-Saône 7 005 invånare.

## Befolkningsutveckling
Antalet invånare i kommunen Fontaines-sur-Saône
| Referens: INSEE |